# Idiops clarus
Idiops clarus là một loài nhện trong họ Idiopidae.
Loài này thuộc chi Idiops. Idiops clarus được Cândido Firmino de Mello-Leitão miêu tả năm 1946.